# Miradouro Vista do Rei

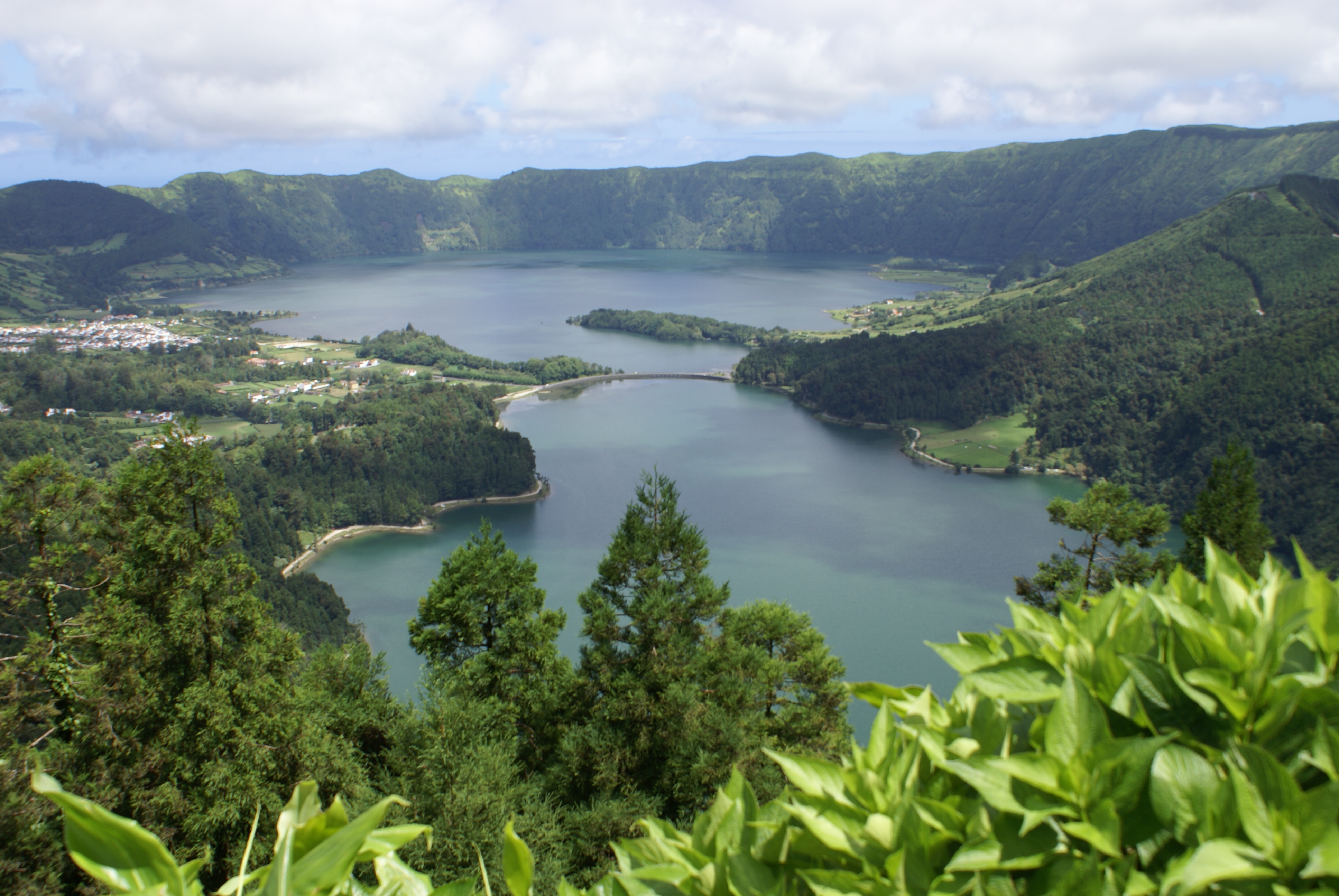
Lagoa das Sete Cidades vista do Miradouro da Vista do Rei

Miradouro localizado no Concelho de Ponta Delgada, Ilha de São Miguel, Arquipélago dos Açores. É um dos pontos de interesse mais visitados na Ilha, oferecendo uma vista única e panorâmica da Lagoa das Sete Cidades. A origem do seu nome está relacionada com a visita do Rei D. Carlos I e da Rainha D Amélia a 6 de julho de 1901.

## Ligações Externas
- Miradouro da Vista do Rei